# Friedrich Suden
Karl Friedrich Heinrich Suden (* 13. Februar 1835 in Haus Kappel bei Mengeringhausen; † 4. August 1904 in Kassel) war ein deutscher Gutsbesitzer und Politiker.

## Leben
Suden war der Sohn des Konduktors und Landstandes Wilhelm Suden (1791–1873) und dessen ersten Ehefrau Christiane, geborene Graf († 1840). Er heiratete in erster Ehe Elise Ostmann. Nach der Scheidung von der ersten Ehefrau im Jahr 1901 heiratete er am 9. Februar 1901 in Helmighausen die Haushälterin Auguste Friederike Josephine Siebrecht (1851–1932). Suden war Gutsbesitzer in Helmighausen, wo er von 1876 bis 1898 auch Bürgermeister war.
Von 1878 bis 1881 und erneut in den Jahren 1883 bis 1884 war er Abgeordneter im Landtag des Fürstentums Waldeck-Pyrmont. Er wurde im Wahlkreis Kreis der Twiste gewählt.